# Oktjabr'skaja (metropolitana di Novosibirsk)
Oktjabr'skaja (in russo Октябрьская?) è una stazione della Linea Leninskaja, la linea 1 della Metropolitana di Novosibirsk. È stata inaugurata il 7 gennaio 1986.